# Jerzy Stępniewski
Jerzy Stępniewski (ur. 31 grudnia 1894 w Zamościu, zm. wiosną 1940 w Charkowie) – podpułkownik dyplomowany artylerii Wojska Polskiego, ofiara zbrodni katyńskiej.

## Życiorys
Syn Kazimierza i Marii z Wysokińskich urodzony 31 grudnia 1894 w Zamościu. Pochodził ze szlachty zamieszkałej w ówczesnej guberni lubelskiej. Po ukończeniu Siergiejewskiej Szkoły Artylerii w Odessie został wcielony do artylerii fortecznej w Kownie. 1 grudnia 1914 został mianowany podporucznikiem ze starszeństwem z 12 lipca 1914. W czasie I wojny światowej walczył w szeregach 10 samodzielnego dywizjonu artylerii polowej ciężkiej (ros. 10-й отдельный полевой тяжелый артиллерийский дивизион), awansując na porucznika i sztabskapitana.
W czasie wojny z bolszewikami walczył w szeregach 3 pułku artylerii ciężkiej. Za męstwo w walkach był przedstawiony do odznaczenia Orderem Virtuti Militari.
1 czerwca 1921 pełnił służbę w pułku motorowym artylerii najcięższej w Warszawie. 14 listopada 1921 został odkomenderowany do Wojennej Szkoły Sztabu Generalnego w Warszawie, w charakterze słuchacza III kursu. 3 maja 1922 został zweryfikowany w stopniu kapitana ze starszeństwem od 1 czerwca 1919 i 297. lokatą w korpusie oficerów artylerii. Z dniem 1 października 1923, po ukończeniu kursu i otrzymaniu dyplomu naukowego oficera Sztabu Generalnego, został przydzielony do Dowództwa Okręgu Korpusu Nr III w Grodnie. Później został przydzielony do Oddziału I Sztabu Generalnego, a następnie do Oddziału IIIa Biura Ścisłej Rady Wojennej w Warszawie. 3 maja 1926 prezydent RP nadał mu stopień majora ze starszeństwem z dnia 1 lipca 1925 i 34. lokatą w korpusie oficerów artylerii. W listopadzie 1927 został przeniesiony z kadry oficerów artylerii (Wojskowy Instytut Geograficzny w Warszawie) do 28 pułku artylerii polowej w Dęblinie na stanowisku dowódcy III dywizjonu. W listopadzie został przeniesiony macierzyście do kadry oficerów artylerii z równoczesnym przeniesieniem służbowym do 11 Dywizji Piechoty w Stanisławowie na stanowisko szefa sztabu. We wrześniu 1930 został przydzielony do Oddziału IV Sztabu Głównego. Z dniem 18 lutego 1931 został przesunięty z Oddziału IV SG do Szefostwa Komunikacji Wojskowych. Na stopień podpułkownika został mianowany ze starszeństwem z 19 marca 1937 i 3. lokatą w korpusie oficerów artylerii. W marcu 1939 pełnił służbę na stanowisku delegata Sztabu Głównego przy Dyrekcji Okręgowej Kolei Państwowych w Warszawie.
W czasie kampanii wrześniowej 1939 – po agresji ZSRR na Polskę – w nieznanych okolicznościach dostał się do niewoli sowieckiej i przebywał w obozie w Starobielsku. Wiosną 1940 został zamordowany przez funkcjonariuszy NKWD w Charkowie i pogrzebany w bezimiennej mogile zbiorowej w Piatichatkach, gdzie od 17 czerwca 2000 mieści się oficjalnie Cmentarz Ofiar Totalitaryzmu w Charkowie.
5 października 2007 minister obrony narodowej Aleksander Szczygło mianował go pośmiertnie na stopień pułkownika. Awans został ogłoszony 9 listopada 2007 w Warszawie, w trakcie uroczystości „Katyń Pamiętamy – Uczcijmy Pamięć Bohaterów”.

## Ordery i odznaczenia
- Krzyż Kawalerski Orderu Odrodzenia Polski[25]
- Krzyż Walecznych dwukrotnie[29]
- Złoty Krzyż Zasługi po raz drugi[25]
- Złoty Krzyż Zasługi po raz pierwszy – 10 listopada 1928 „w uznaniu zasług, położonych na polu pracy w poszczególnych działach wojskowości”[30][31]
- Medal Zwycięstwa[32]
- Order Świętego Stanisława 3 stopnia z mieczami i kokardą – 9 grudnia 1916[4]
- Order Świętej Anny 4 stopnia z napisem „Za odwagę” – 30 sierpnia 1916[4]